# اقتصاد المعلومات

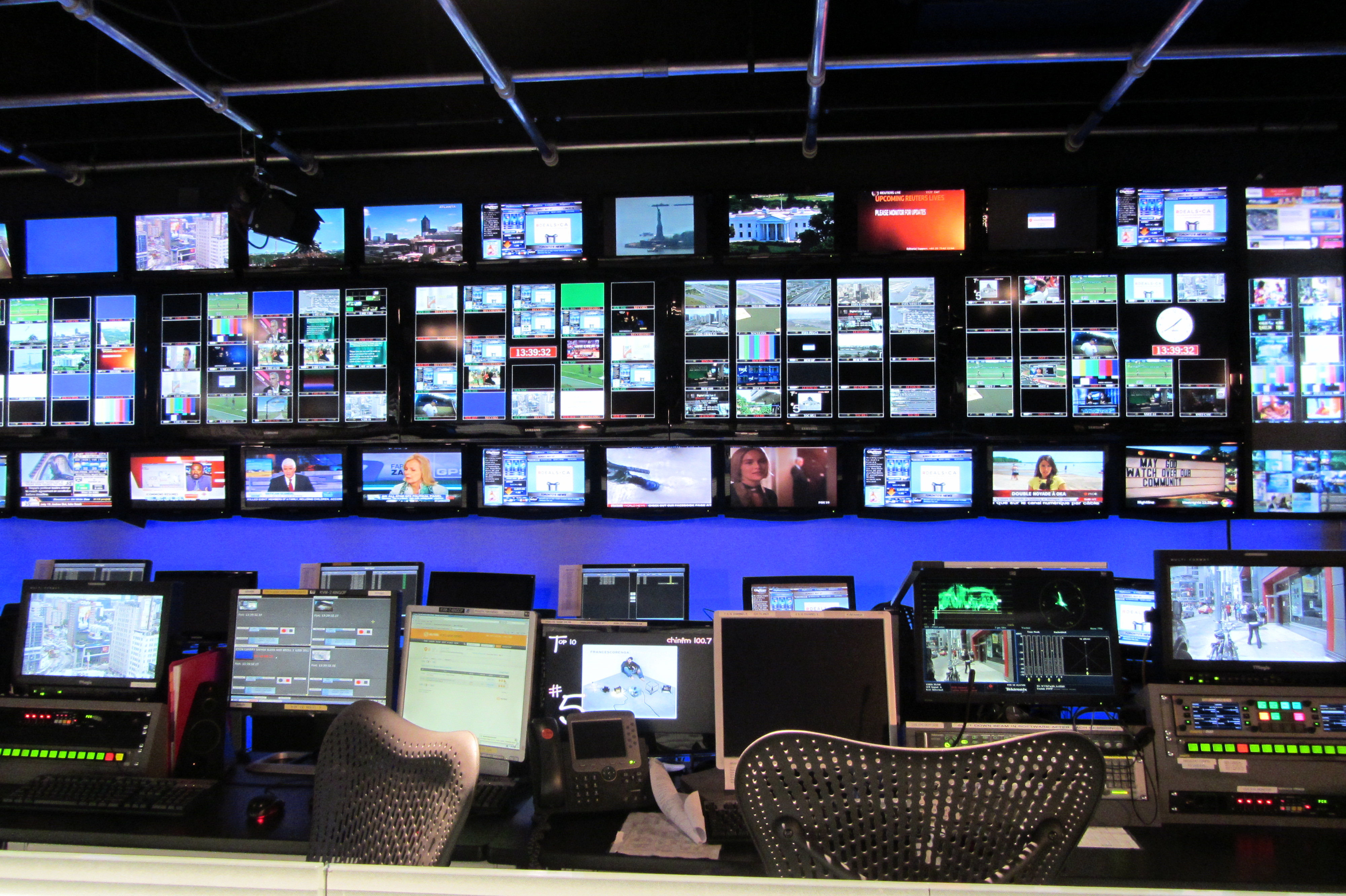

اقتصاد المعلومات (بالإنجليزية: Information economy)‏، هو الاقتصاد القائم على زيادة التركيز على الأنشطة الإعلامية وصناعة المعلومات. يقول مانويل كاستليس إن اقتصاد المعلومات لا يتعارض مع الاقتصاد الصناعي.[بحاجة لمصدر] ويجد أن بعض البلدان مثل ألمانيا واليابان تظهر المعلوماتية لعمليات التصنيع. غير أن الاقتصاد المعلوماتي يعتبر في التصور النموذجي، مرحلة من مراحل الاقتصاد، يأتي بعد مراحل الصيد والزراعة والتصنيع. ويمكن ملاحظة هذا التصور على نطاق واسع فيما يتعلق بمجتمع المعلومات، وهو مفهوم وثيق الصلة ولكن أوسع نطاقاً.